# Olli Hauenstein

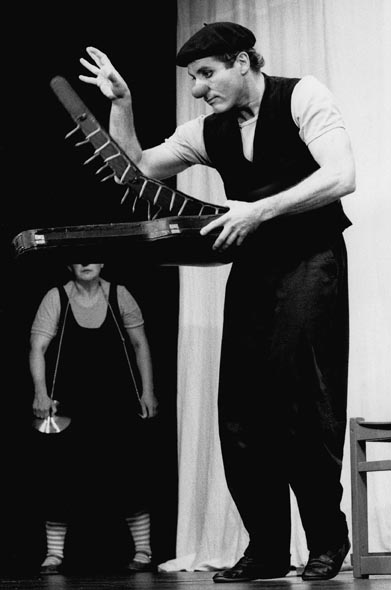
Olli Hauenstein als Clown im Theater am Hechtplatz, Zürich, 1990

Olli Hauenstein (* 1953 in Zürich) ist ein Schweizer Clown.
Nach der Matura absolviert Olli Hauenstein 1972 eine Ausbildung zum Pantomimen am Teatro Studio Di Roma und ein Jahr darauf an der staatlichen Theater- und Zirkusakademie in Budapest Schauspiel, Pantomime, Artistik, Akrobatik, Musik, Tanz mit Diplomabschluss sowie eine Ausbildung am staatlichen Puppentheater.
1979 beginnt er zusammen mit seiner Bühnenpartnerin Illi Szekeres (1954–2023) im Duo «Illi&Olli» erfolgreich als Clown aufzutreten. Bald folgen Tourneen durch Europa, Kanada und Japan sowie ein Engagement beim Schweizer Nationalzirkus Knie und dem Circus Roncalli.
Ab 1992 tritt Olli Hauenstein solo auf. Es folgen Tourneen durch Europa und Auftritte an vielen internationalen Festivals, unter anderem in Paris, Wien, Barcelona und Tokio, wo er einige Preise gewinnt. Ausserdem hatte er Auftritte im Cirque du Soleil und gab im Lappan Verlag ein Fotobuch heraus.
Olli Hauenstein lebt in Sommeri.

## Auszeichnungen (Auswahl)
- 1998: 1. Preis am Clown Planet International in Riga
- 1999: Golden Nose Award am Clown-Festival in Kopenhagen